# Ильин, Николай Александрович
Николай Александрович Ильин (1903—1955) — советский учёный, специалист по генетике и разведению собак, профессор. Автор книг и статей по собаководству и генетике. 

## Биография
В 1920-х годах был привлечён к работе по разведению отечественных служебных пород собак. Выступил инициатором создания научной лаборатории в Центральной школе военного собаководства и руководил ею, а также сформированным на её базе Центральным научно-исследовательским кинологическим институтом (НИКИ РККА) до 1936 года. Преподавал на первых советских учебных курсах экспертов-кинологов, организованных в 1928 году Осоавиахимом. Заведовал кафедрами общей биологии в Первом Московском медицинском институте (1934—1952) и в Кишинёвском медицинское институте (1950—1953). В 1953—1955 научный сотрудник Академии наук СССР.
Ученик М. М. Завадовского.